# Looney Tunes Basketball
Looney Tunes Basketball, ou bien Looney Tunes B-Ball en Amérique du Nord, est un jeu vidéo de basket-ball mettant en scène les personnages des Looney Tunes. Il est édité par Sunsoft  sur Super Nintendo en 1995.